# فریستات، میسوری
فریستات (به انگلیسی: Freistatt) یک روستا (ایالات متحده آمریکا) در ایالات متحده آمریکا است که در شهرستان لارنس، میزوری واقع شده‌است.
 فریستات ۰٫۵۵ کیلومتر مربع مساحت و ۱۶۳ نفر جمعیت دارد و ۴۰۸ متر بالاتر از سطح دریا واقع شده‌است.